# Subsidiär lag
En subsidiär lag är en lag vars bestämmelser inte ska tillämpas om det finns avvikande bestämmelser i annan lag eller förordning. Istället ska då bestämmelserna i den andra lagen eller förordningen tillämpas.

## Svenska lagstiftning
Exempel på subsidiära lagar i svensk lag är förvaltningslagen och skadeståndslagen. I fallet skadeståndslagen tillämpas exempelvis produktansvarslagen och trafikskadelagen före skadeståndslagen i de fall som täcks av dessa speciallagar.